# Wolt
Wolt는 핀란드의 음식 배달 회사다. Wolt 애플리케이션 (iOS, 안드로이드)이나 웹사이트에서 고객은 플랫폼의 레스토랑과 상인 파트너로부터 음식과 가정용품을 주문하고, 주문을 직접 픽업하거나 플랫폼의 택배 파트너를 통해 배달받을 수 있다. Wolt는 또한 Wolt Market이라는 자체 식료품점 체인을 운영한다. Wolt는 헬싱키에 본사가 있다.
022년 5월, Wolt는 미국의 음식 배달 회사 도어대시에 인수되었다. Wolt는 유럽과 아시아에서 도어대시의 하위 브랜드로 계속 운영되고 있지만, 도어대시는 북아메리카와 오세아니아에서 자체 브랜딩을 사용하고 있다.